# ジェネラル・サントス
ジェネラル・サントス（英語: General Santos, 略称GenSan、ゼネラル・サントスとも）、またはヘネラス・サントス（セブアノ語・タガログ語: Heneral Santos）は、フィリピン南部ミンダナオ島の最南部にある南コタバト州に属する都市。かつての名称はダジャンガス（Dadiangas又はDajangas）。南コタバト州が海に突き出した部分で、南と西からサランガニ州に挟まれている。
ソクサージェン地方（SOCCKSARGEN, Region XII）の全4州と1都市の頭文字をとったGENにあたり、同地方の経済的中心都市である。眼下に広がるサランガニ湾に面し、この州にとって重要な港湾を抱えている。面積は492.86km2、人口は1995年の調査で327,123人、2000年の調査で411,822人であり、フィリピン有数の人口を抱えている。
主な産業はマグロを中心とした漁業であり、サランガニ湾にはキハダマグロの稚魚が回遊しているため周囲はマグロの好漁場となっている。刺身用のマグロを加工し日本へ輸出するマグロ産業が盛んで、「フィリピンのマグロの首都」の異名を持つ。市の漁港は長さ750mの埠頭、2000GT級の冷凍船に対応できる300mの長さの埠頭、巨大な製氷所、マグロ多数を保存する冷凍倉庫など充実した施設がある。ジェネラル・サントスの漁港の一日の水揚げ量はフィリピン最大を誇り、新鮮な魚介類やシーフード料理は市民の自慢でもある。
農業も盛んで、肥沃な土壌と豊富な雨量、台風被害の少なさのため、トウモロコシ、ココナツ、コプラ、パイナップル、アスパラガス、コメなどを産する。また熱帯果実や野菜、切花など高付加価値農産物も生産している。

## 地形と気候
ジェネラル・サントスは北緯6度7分、東経125度10分に位置し、ミンダナオ島最大の都市ダバオの南西にあたる。東のサランガニ湾に面し、サランガニ州のアラベル（Alabel）、マルンゴン（Malungon）、マアシム（Maasim）および、南コタバト州のポロモロク（Polomolok）とトボリ（T'boli）の各自治体に囲まれている。市の面積のうち32.63%にあたる17,489ヘクタールが肥沃な農地になっている。市は26のバランガイで区切られている。
気候は穏やかで、台風の通り道からは外れている。低い平野が多く、平均して降雨があり、農業には適した環境である。
| ジェネラル・サントスの気候 | ジェネラル・サントスの気候 | ジェネラル・サントスの気候 | ジェネラル・サントスの気候 | ジェネラル・サントスの気候 | ジェネラル・サントスの気候 | ジェネラル・サントスの気候 | ジェネラル・サントスの気候 | ジェネラル・サントスの気候 | ジェネラル・サントスの気候 | ジェネラル・サントスの気候 | ジェネラル・サントスの気候 | ジェネラル・サントスの気候 | ジェネラル・サントスの気候 |
| 月                         | 1月                        | 2月                        | 3月                        | 4月                        | 5月                        | 6月                        | 7月                        | 8月                        | 9月                        | 10月                       | 11月                       | 12月                       | 年                         |
| -------------------------- | -------------------------- | -------------------------- | -------------------------- | -------------------------- | -------------------------- | -------------------------- | -------------------------- | -------------------------- | -------------------------- | -------------------------- | -------------------------- | -------------------------- | -------------------------- |
| 平均最高気温 °C （°F）     | 32.2 (90)                  | 32.5 (90.5)                | 33.1 (91.6)                | 33.4 (92.1)                | 32.3 (90.1)                | 31.4 (88.5)                | 31.0 (87.8)                | 31.1 (88)                  | 31.5 (88.7)                | 31.9 (89.4)                | 32.2 (90)                  | 32.1 (89.8)                | 32.06 (89.71)              |
| 日平均気温 °C （°F）       | 26.8 (80.2)                | 27.0 (80.6)                | 27.4 (81.3)                | 27.9 (82.2)                | 27.5 (81.5)                | 26.9 (80.4)                | 26.5 (79.7)                | 26.5 (79.7)                | 26.8 (80.2)                | 27.1 (80.8)                | 27.1 (80.8)                | 26.9 (80.4)                | 27.03 (80.65)              |
| 平均最低気温 °C （°F）     | 21.4 (70.5)                | 21.5 (70.7)                | 21.7 (71.1)                | 22.4 (72.3)                | 22.7 (72.9)                | 22.4 (72.3)                | 22.0 (71.6)                | 22.0 (71.6)                | 22.2 (72)                  | 22.3 (72.1)                | 22.0 (71.6)                | 21.8 (71.2)                | 22.03 (71.66)              |
| 降水量 mm （inch）         | 68 (2.68)                  | 69 (2.72)                  | 47 (1.85)                  | 57 (2.24)                  | 108 (4.25)                 | 118 (4.65)                 | 110 (4.33)                 | 93 (3.66)                  | 84 (3.31)                  | 113 (4.45)                 | 98 (3.86)                  | 87 (3.43)                  | 1,052 (41.43)              |
| 出典：Climate-Data.org     |                            |                            |                            |                            |                            |                            |                            |                            |                            |                            |                            |                            |                            |

## 歴史
もともとブラーン人の住んでいた地域であり、旧名ダジャンガスはじめ多数の地名がブラーン人の言葉に由来する。マギンダナオ王国からのムスリム移民が流入するとブラーン人は湾から離れた丘陵部に逃れた。19世紀にマギンダナオ王国が衰退した後はブアヤン王国のスルタンであるダトゥ・ウトががサランガニ湾まで領土を伸ばし、19世紀末にスペイン人に征服されるまでダジャンガスはブアヤン領であった。
1939年2月27日、パウリーノ・サントス将軍（General Paulino Santos）は国土入植局（National Land Settlement Administration）に組織された62人の入植者とともに、フィリピン最南部の人口希薄なサランガニ湾に面したダジャンガスの地に移住した。彼らの多くは人口過剰なルソン島からの農民で、広大な土地を耕し農地とした。第一次移民の後、北部ルソン島および中部ビサヤ諸島からさらに数千人の国内移民がやってきた。
戦後の1948年1月、フィリピン共和国の法案によりブアヤン地域（Buayan District）は独立した自治体となった。当時の境界線は現在のサランガーニ州や南コタバト州に属する自治体も含んだより広い地域であった。6年後の1954年6月、ブアヤン町は移住推進のサントス将軍にちなみゼネラル・サントスと改名した。
1963年から1967年にかけて、当時の町長ルシオ・A・ベラーヨ（Lucio A. Velayo）は街の経済を発展させ、同時に多くの巨大農業会社、たとえば多国籍企業のドールのフィリピン現地子会社やゼネラル・ミリング社などがこの地に投資した。当時、四級市になるだけの規模はあったものの、市民は地元選出議員のサリパーダ・ペンダトゥン（Salipada Pendatun）による市制施行とラジャ・ブアヤン（Rajah Buayan）への市名改名案を拒否した。
1968年7月8日、国会で法案が通り、ジェネラル・サントス町はそのままの名前で市となった。現在、サントス将軍の孫はジェネラル・サントスで有数のマグロ業者である。

## 産業

### 農林水産業
港付近には、マグロの水揚げ施設とツナ缶工場が並ぶほど水産業が盛んである。全盛期には、ジェネラルサントス市及び周辺の約5万世帯の生活を満たす雇用を創出していたが、2000年代に入ると漁船の燃料費の高騰などによりコスト高となり、雇用は大幅に減少している。加えて2010年には、フィリピンが加わる中西部太平洋まぐろ類条約によるマグロに関する漁業制限も加わり、水産業の衰退を危惧する観測もある。

## 交通
フィリピン有数の大きさを誇る国際空港、埠頭の拡張と近代化、道路網や通信網の整備により、市内や周囲への交通は便利であり、フィリピンの玄関口ともなっている。ゼネラル・サントスはソクサージェン地方への国内観光の入り口にもなっており、独自の文化や景観を見に来る観光客のための航空路、航路が国内各地につながっている。
ゼネラル・サントス空港は国際空港級の規模を誇り、マニラ、セブなどへ飛行機が飛んでいる。国際線はまだないものの、マニラやセブで国際線に乗り継ぎ可能である。
マカール埠頭（Makar Wharf）は740mの長さと19mの幅がある埠頭で、国内だけでなくインドネシアなど各国への定期客船が着く海の玄関である。
市内にはジプニーやバスが多数走り、公共交通は充実している。またオートバイにサイドカーのついた「トライシクルス（Tricycles）」は市民の重要な足である。国道網パン・フィリピン・ハイウェイが市とミンダナオ各地を結んでいる。

## 文化
市内には2つの総合大学を始め多くの単科大学があり、ソクサージェン地方の教育の中心である。
結婚式、宗教儀式、誕生日、葬式、サンクスギビングなども盛大に祝われ、独特の色鮮やかな民族儀式の流れを汲んでいる。
市の祭りは、2月のカリランガン・フェスティバル（Kalilangan Festival）が盛ん。カリランガン自体が「祭り」を意味する。伝統的な指導者や年長者などが集まり、市の文化を次代に引き継いでいる。9月には主産業のマグロ産業を祝うツナ・フェスティバルが行われ、マグロの形のフロートが市内を巡行する。